# Anton Erhard Martinelli
Anton Erhard Martinelli (1684 Vídeň – 15. září 1747, Vídeň) byl rakouský architekt první poloviny 18. století. I když trvale pobýval ve Vídni, podstatná část jeho známých projektů je spojena s jihočeským regionem, protože v letech 1722–1732 byl knížecím dvorním stavitelem ve službách Schwarzenbergů. Poté až do smrti působil jako dvorní architekt u Lichtenštejnů.

## Život
Narodil se jako syn Francesca Martinelliho (1651–1708), vídeňského stavitele italského původu. Nejprve se učil u svého otce, další průpravu získal u Christiana Alexandra Oedtla. Po otcově smrti v roce 1708 převzal jeho stavební firmu, mistrem se stal v roce 1711. Brzy začal získávat zakázky z řad aristokracie, pracoval pro rodiny Esterházyů, Althannů nebo Řád německých rytířů. Od 1. ledna 1722 byl angažován jako knížecí dvorní stavitel ve službách Adama Františka Schwarzenberga, pro nějž pracoval deset let. I když v mnohém navázal na tvorbu předchozího schwarzenberského dvorního stavitele Pavla Ignáce Bayera, byl autorem řady projektů s vlastním rukopisem. Podílel se na stavebních úpravách zámků v Třeboni, Českém Krumlově, Hluboké, Ohradě nebo Postoloprtech. Na hlubockém a třeboňském panství projektoval řadu hospodářských budov, k realizacím jeho projektů patří i řada sakrálních staveb na schwarzenberských panstvích. Pro rodinu Schwarzenbergů pracoval také v Rakousku. Po nečekané smrti Adama Františka Schwarzenberga v roce 1732 přešel jako knížecí dvorní stavitel do služeb Lichtenštejnů, z této doby je doložena jeho účast na dostavbě zámku ve Valticích a dále projekty několika kostelů na Moravě i v Dolním Rakousku, většinou následně realizované.

## Dílo

### Rakousko

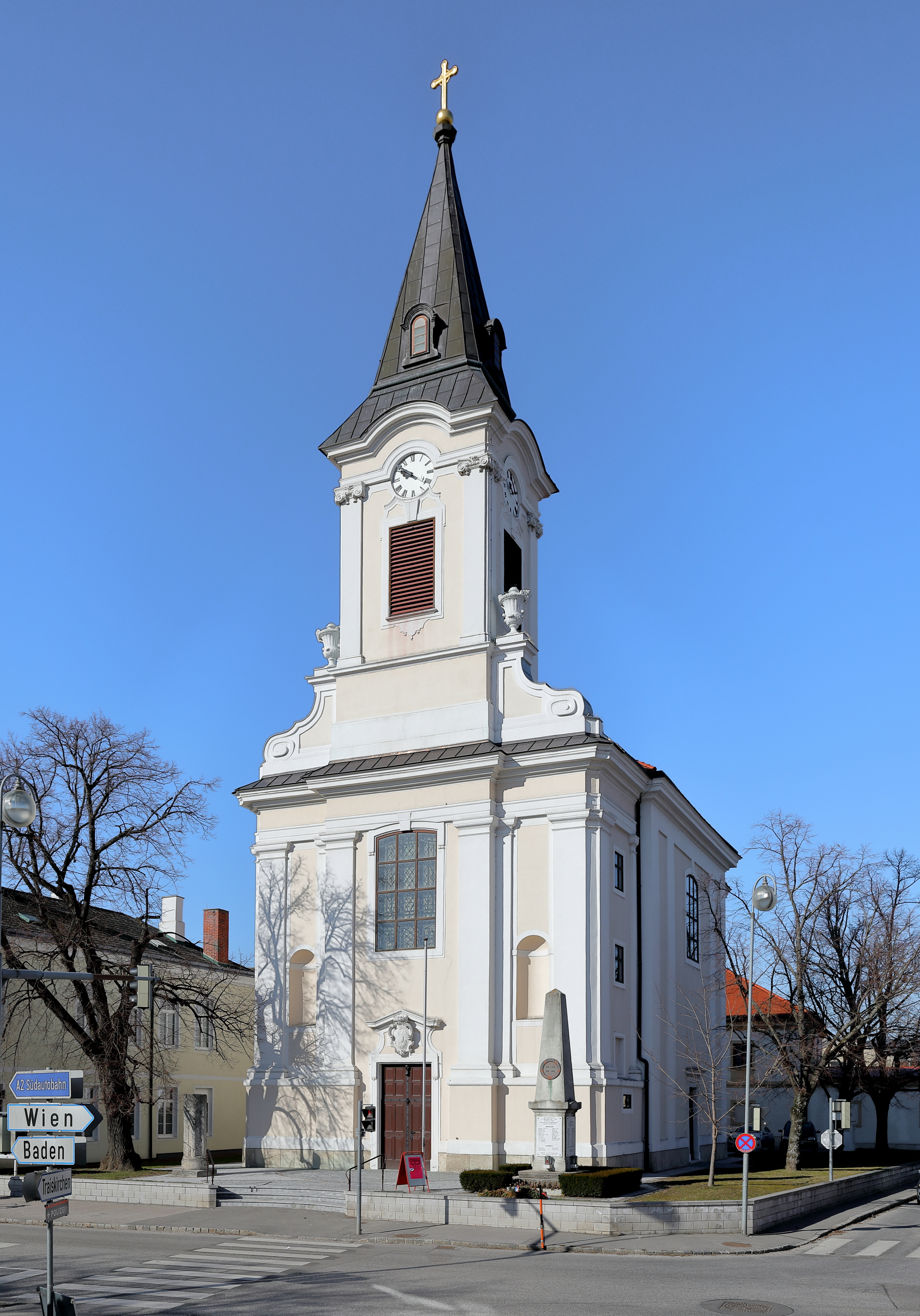
současná podoba kostela v Tribuswinkelu, se střechou věže změněnou v 19. století po požáru

- Provádění Karlskirche ve Vídni dle projektu  Johanna Bernharda Fischera z Erlachu
- Provádění Dvorní knihovny Hofburgu ve Vídni dle projektu Johanna Bernharda Fischera z Erlachu
- Provádění Schwarzenberského zahradního paláce ve Vídni dle projektu Johanna Lucase von Hildebrandt a Josepha Emanuela Fischera z Erlachu
- Provádění a úpravy Schwarzenbergského městského paláce ve Vídni dle návrhů Josepha Emanuela Fischera z Erlachu
- zásadní přestavba zámku v Hirschstetten u Vídně
- Klášter voršilek ve Vídni a úpravy interiéru kostela sv. Voršily tamtéž
- Průčelí domu obchodníka Paduzziho ve Vídni
- Palais Thinnfeld ve Štýrském Hradci
- Zámek Neuwartenburg, Timelkam (1730–1732)
- Farní kostel v Tribuswinkelu, Traiskirchen (1732)
- Komenda řádu Německých rytířů ve Vídeňském Novém Městě
- přestavba zámku Halbenrain

### Česko

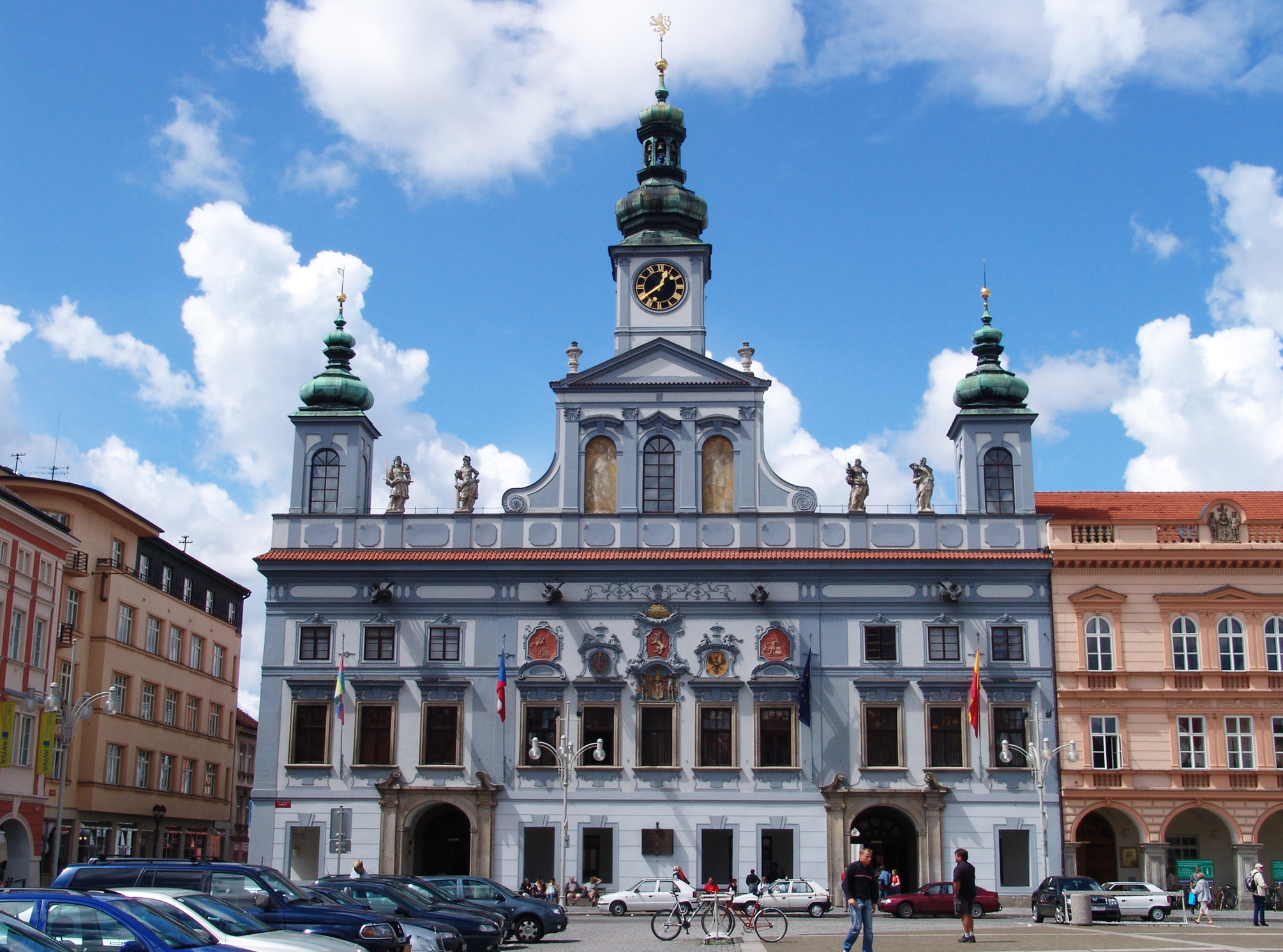
Radnice v Českých Budějovicích

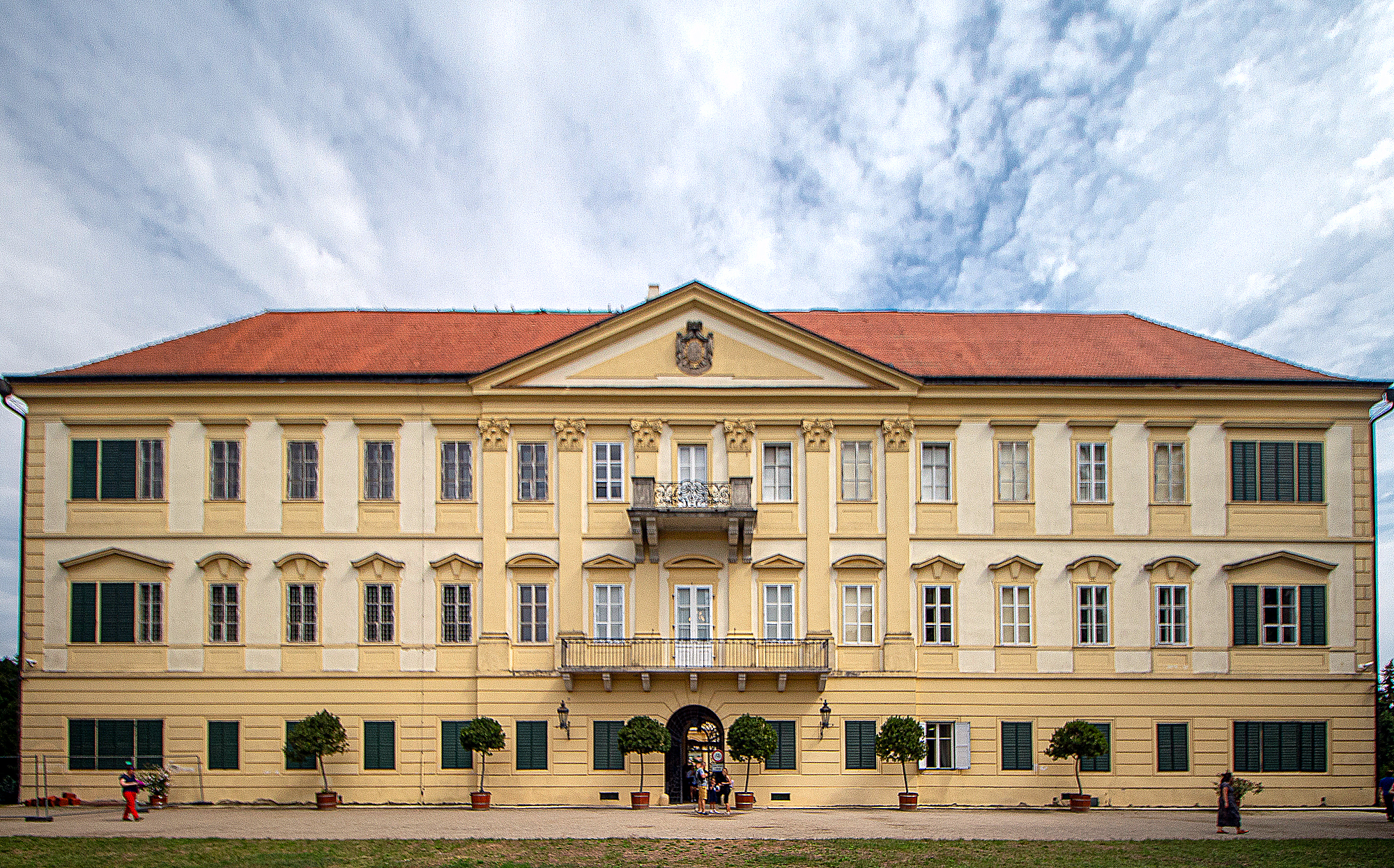
Zahradní průčelí zámku ve Valticích

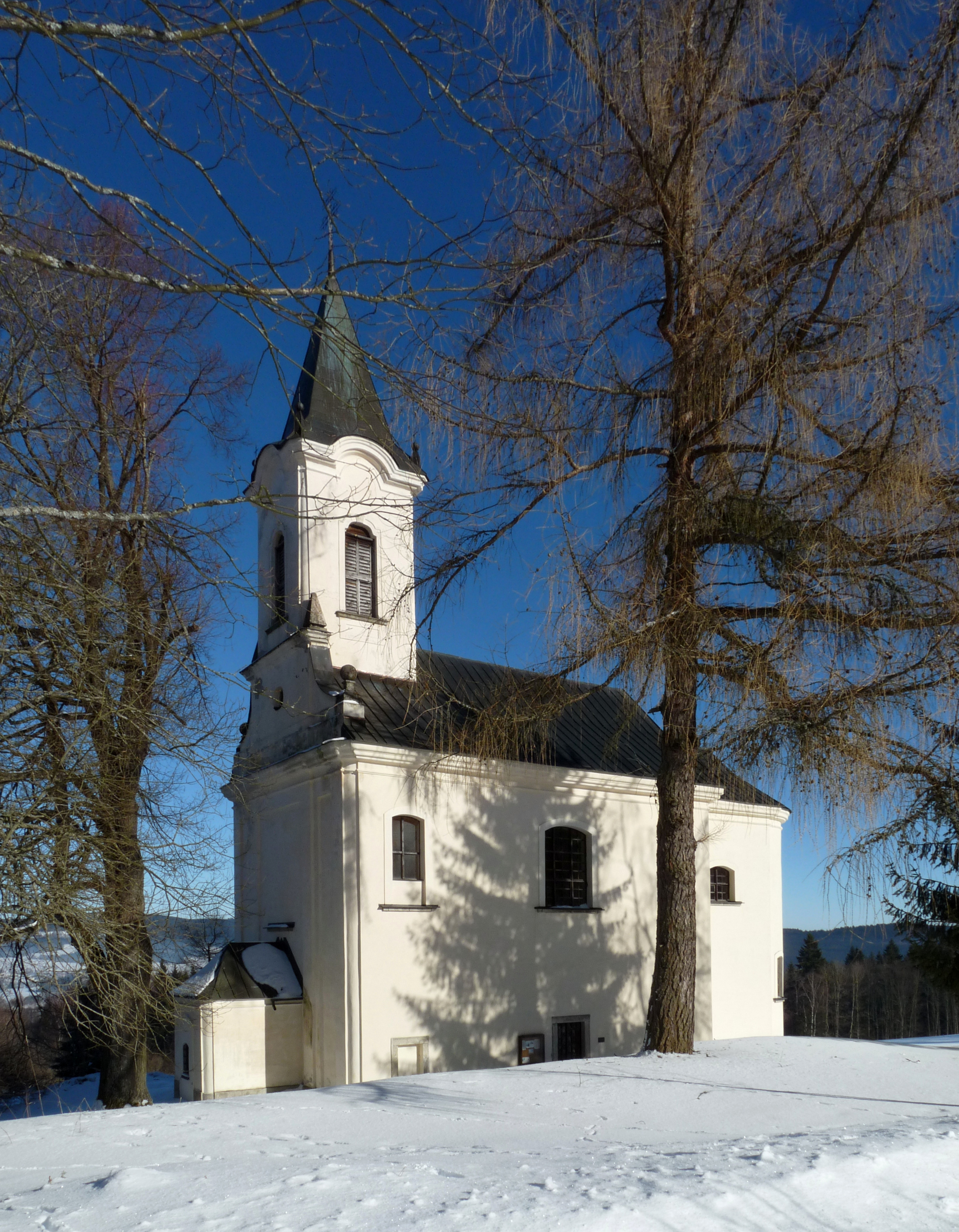
Kostel sv. Maří Magdaleny na Šumavě

- Novostavba fary v Ševětíně (1722–1724)
- Účast na barokní přestavbě zámku Vranov nad Dyjí (od roku 1723)
- Druhá fáze barokní přestavby zámku Hluboká (fasády, věž, zástavba kolem prvního nádvoří vnitřního zámku)
- Druhá fáze barokní přestavby zámku Třeboň (výrazné interiérové úpravy, severní fasáda vnitřního nádvoří)
- Kostel svaté Máří Magdaleny (Svatá Maří)
- Kostel svatého Jakuba apoštola v Hřivicích (1723)
- Zámek Postoloprty: Prádelna, kočárovna (dnes torzo), zámecká kaple a kašna v zahradě (nedochovaly se)
- Kostel svatého Vavřince v Hluku[3]
- Kostel svatého Vojtěcha ve Lštění (1739–1741)
- Kostel Navštívení Panny Marie v Ondřejově (nedochoval se)
- Úpravy zámku Valtice
- Novostavba hospodářského dvora v Olešníku (1724)
- Obnova hospodářského dvora v Ortvínovicích (1724)
- Radnice v Českých Budějovicích (1727–1730, Martinelliho návrh při provádění zřejmě výrazně pozměněn)
- Druhá fáze barokní přestavby zámku v Protivíně (fasády, interiérové úpravy prvního patra, budovy předzámčí)
- Úpravy zámku Český Krumlov (návrh některých interiérů, zásadní přestavba Mincovny po požáru)
- Spolupráce při dokončování zámku Ohrada

### Slovensko
- Veľký Biel – barokní zámek kardinála Czákyho

### Maďarsko

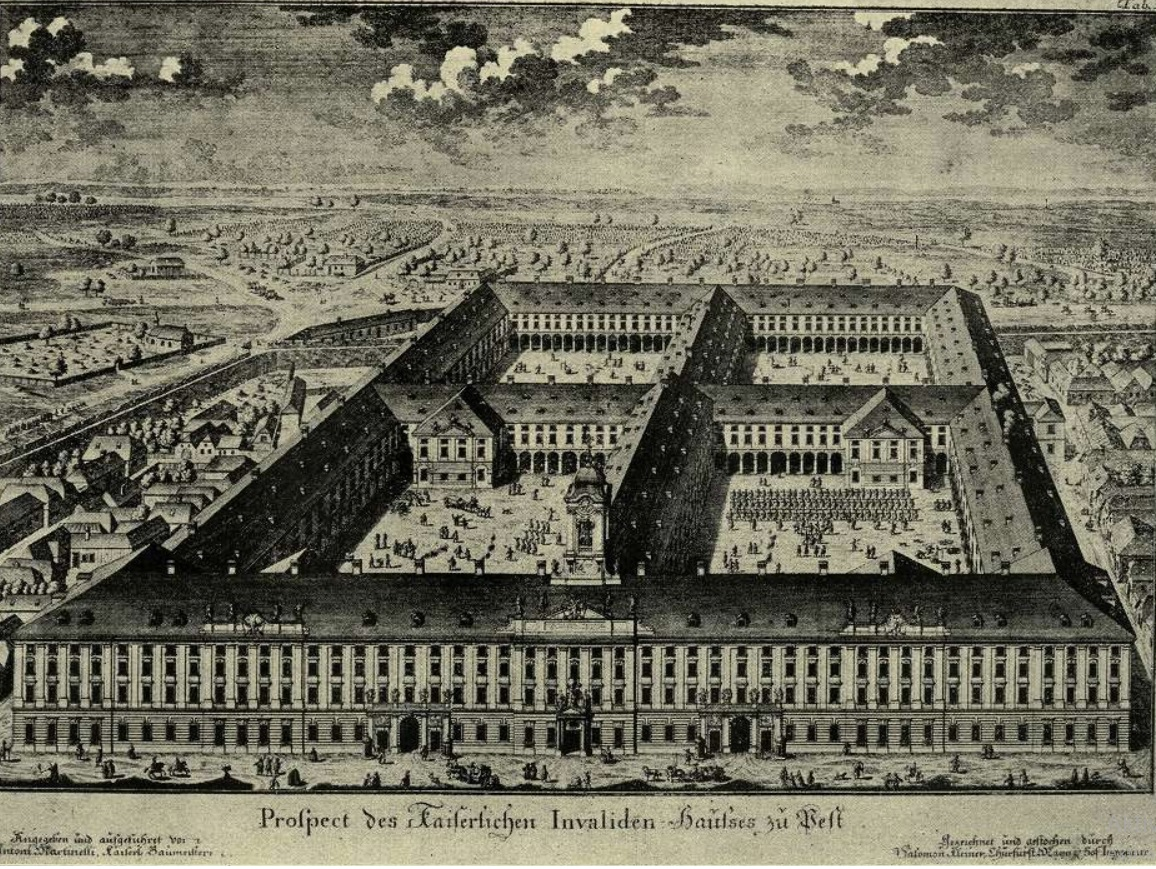
Dobová rytina pešťské invalidovny od Salomona Kleinera, zachycující budovu v původně plánovaném rozsahu

- Budapešť – Invalidovna z let 1727–1735, dnes sídlo budapešťského magistrátu

### Chorvatsko
- Zámek v Čakovci

### Slovinsko
- Velika Nedelja, Ormož – barokní přestavba komendy řádu Německých rytířů

### Rumunsko
- Blajská katedrála, Sedmihradsko (Martinelliho návrh byl při realizaci zásadně pozměněn)

## Díla chybně připsaná
- Kostel Panny Marie Sněžné (U Svatého Kamene) - Ve skutečnosti je autorem přestavby Franz Fortin.[4] Údaj v památkovém katalogu[5]  je chybný.